# Thonine
Euthynnus
Genre
Euthynnus est un genre de poissons de la famille des Scombridae (qui compte notamment les thons et maquereaux), communément appelés « thonines ».

## Liste des espèces
Selon World Register of Marine Species (26 mars 2015), FishBase (26 mars 2015) et ITIS (26 mars 2015) :

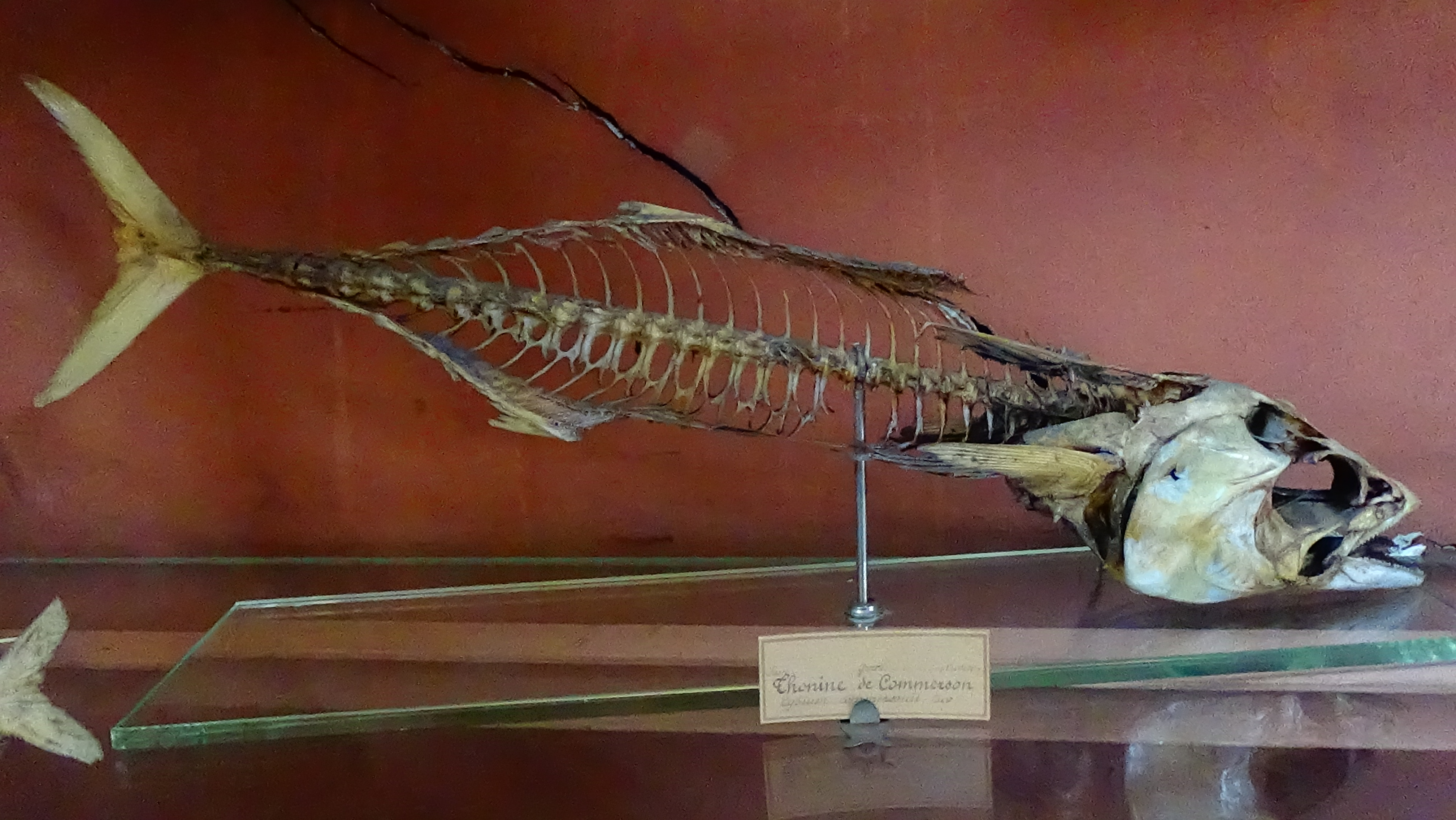
Squelette d’Euthynnus alletteratus — « Thonine de Commerson » —, Muséum national d'histoire naturelle, Paris

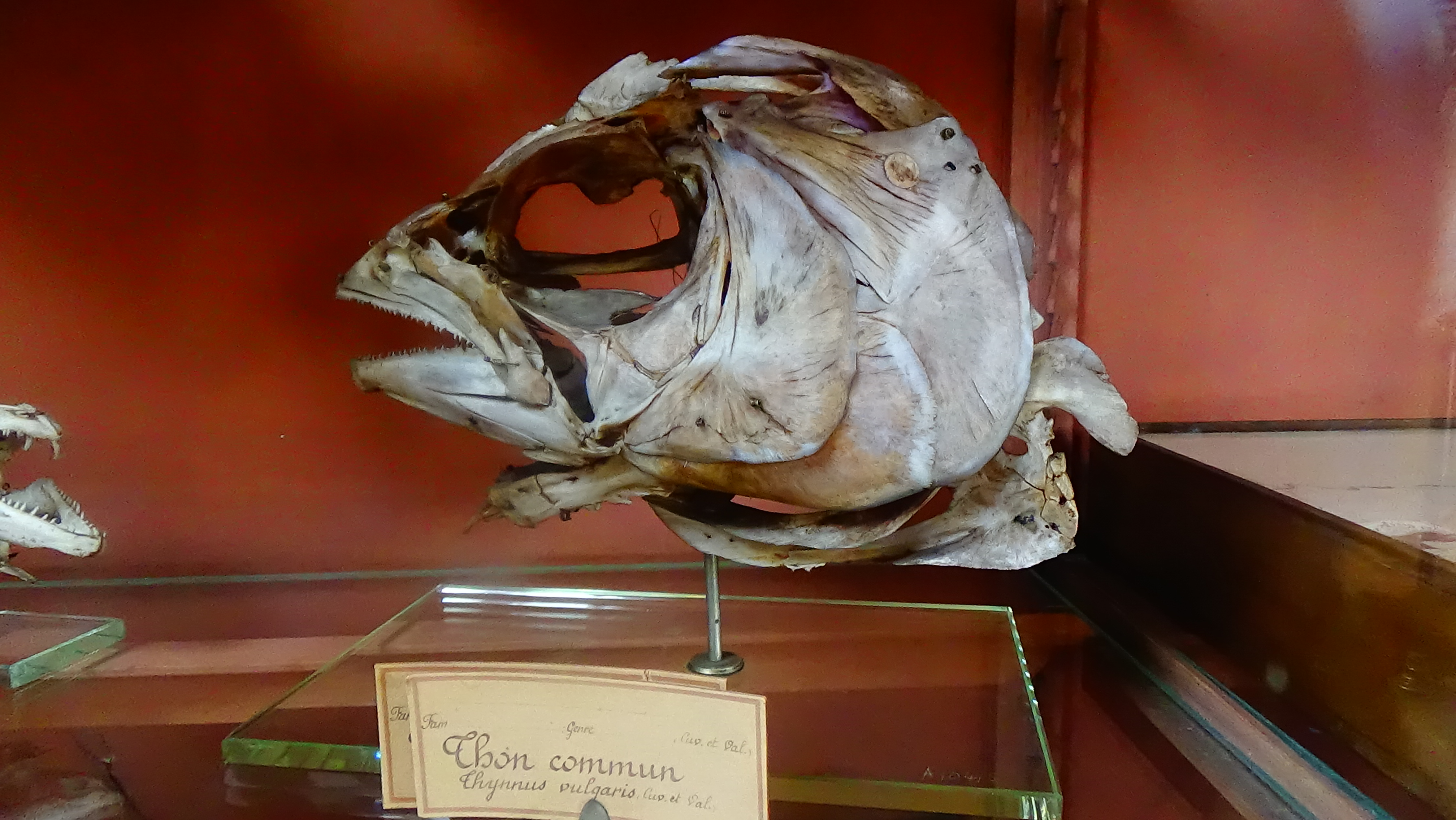
Squelette d’Euthynnus alletteratus — « Thynnus vulgaris » —, Muséum national d'histoire naturelle, Paris

- Euthynnus affinis (Cantor, 1849) - thonine orientale
- Euthynnus alletteratus (Rafinesque, 1810) - thonine commune
- Euthynnus lineatus Kishinouye, 1920 - thonine noire

## Galerie

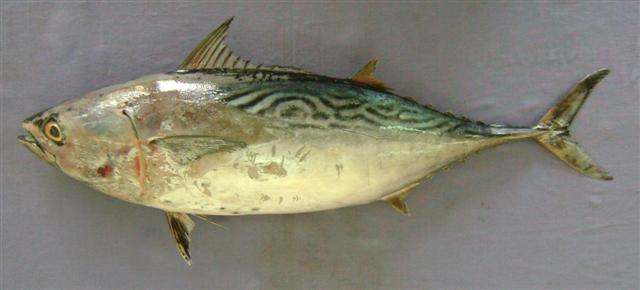
Euthynnus affinis
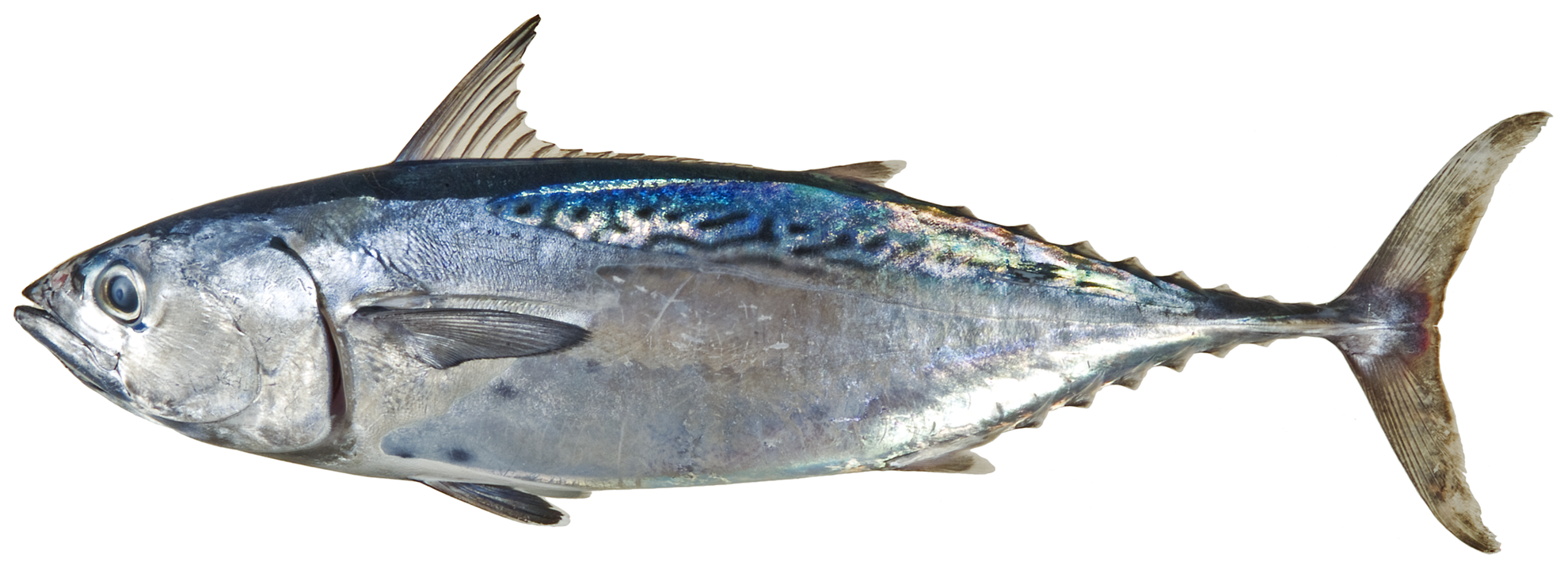
Euthynnus alletteratus
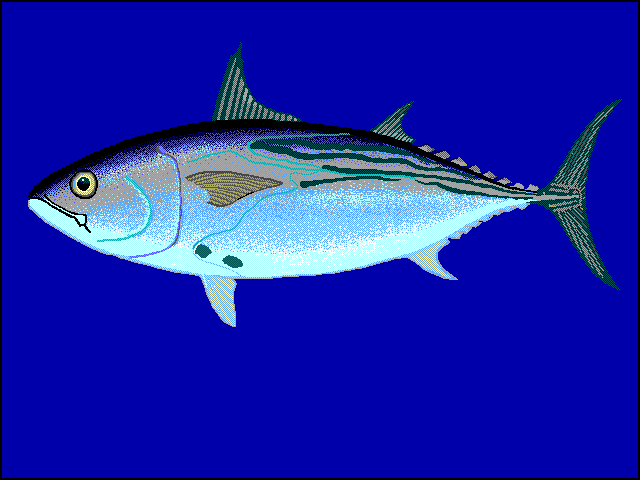
Euthynnus lineatus